# Греко-сирийские отношения
Греко-сирийские отношения — двусторонние отношения между Грецией и Сирией. У Греции есть посольство в Дамаске и 3 почетных консульства (в Латакии, Тартусе и Алеппо). У Сирии есть посольство в Афинах. 

## История отношений

### Древность

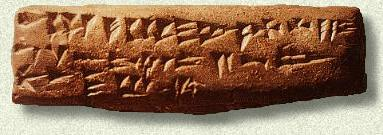
Табличка с символами угаритского алфавита

Археологические и исторические свидетельства указывают на то, что сирийско-греческие отношения начались во втором тысячелетии до нашей эры. Первый контакт между двумя средиземноморскими странами начался с того, что Кадм представил финикийский алфавит Древней Греции. Позже, угаритский алфавит распространится по всему Пелопоннесскому полуострову. Греческая традиция клинописи единодушно указывает на то, что греки научились письму у финикийцев. 
Город Угарит в Сирии также имел контакты с Мессенией и минойской цивилизацией, пока не был уничтожен морским народом.
Археологические документы также указывают на то, что жители Мессении имели общины в Угарите, особенно в его порту Минет-эль-Бейда. Этот порт был свидетелем древнейших торговых и культурных отношений между двумя странами. У греков были большие группы торговцев, которые вместе с торговцами Угарита контролировали морскую торговлю.

### Эллинистическая эпоха

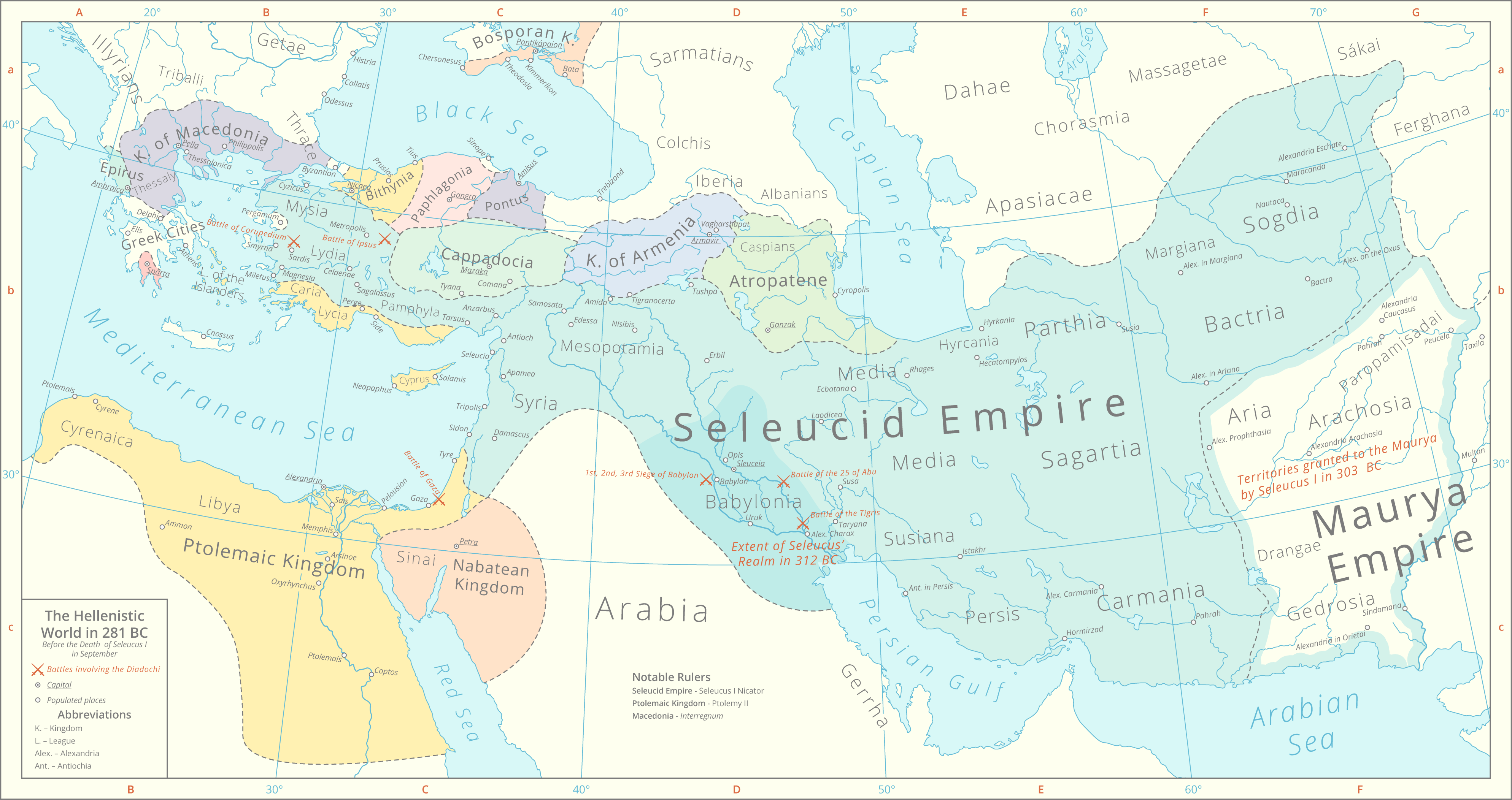
Государство Селевкидов, во многом сплотившее культуру Греции и Сирии в те времена

Александр Македонский завоевал территорию Сирии в 333–332 гг. до н. э. После этого Селевк возглавил империю Селевкидов, которая правила Сирией и просуществовала до 64 г. до н. э. В Сирии у Селевкидов было много достижений, таких как строительство таких городов, как Антиохия, Лаодикия и Апамея, а также закладка фундамента цитадели Алеппо. В сирийском регионе Селевкиды объединили культуру Греции и Сирии на некоторое[какое?] время. 
Позднее Византийская империя сохранила греческое влияние до середины VII века, в котором они развили нории Хамы. Во время византийского правления Восточная православная церковь была общей религией между двумя странами, которая до сих пор насчитывает более 500 тысяч членов в Сирии. Христиане в Сирии составляют примерно 10 % населения.

### Новое время
Греция и Сирия были оккупированы Османской империей более четырёх столетий. Народы за этот период разобщились. 

### Новейшее время
После начала гражданской войны в Сирии, Греция, как и другие страны ЕС, наложила санкции на многие сирийские товары. Греция отозвала свою дипломатическую миссию из Сирии в 2012 году, тем самым разорвав дипломатические отношения. 
8 мая 2020 года МИД Греции Никос Дендиас объявил о восстановлении отношений между Грецией и Сирией. Он назначил бывшего посла в Сирии и России Тасию Афанассиу специальным посланником МИД Греции по Сирии. 
После окончания сирийского наступления на оккупированные Турцией земли, Турция обратилась к НАТО за помощью в организации широкомасштабной военной интервенции в Сирии, но Греция наложила вето на помощь Турции, что защитило Сирию от НАТО.
В июне 2021 года Греция вновь открыла свое посольство в Дамаске. В апреле 2024 года Греция, Румыния, Кипр и Италия выразили намерение восстановить контакты и сотрудничество с сирийским правительством.

#### После падения режима Асада

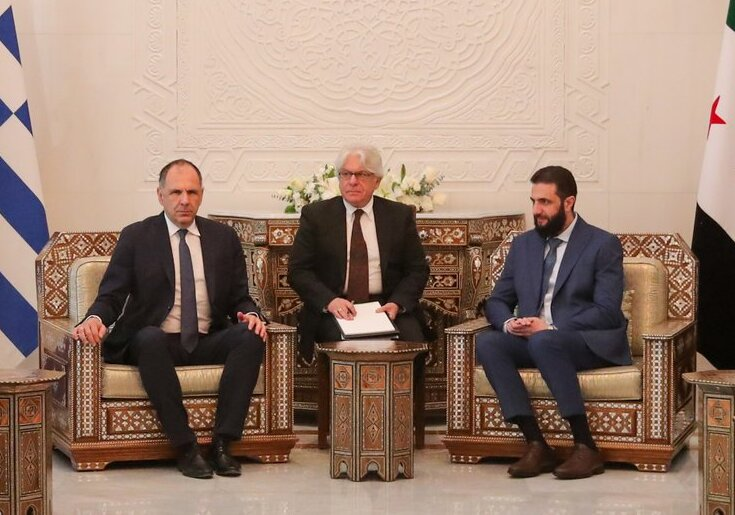
Встреча греческой делегации с президентом Ахмедом аш-Шараа в Дамаске

9 февраля 2025 года президент Сирии Ахмед аш-Шараа встретился в Дамаске с высокопоставленной греческой делегацией во главе с министром иностранных дел Георгиосом Герапетритисом. Во время встречи Герапетритис заявил: «Мы обсудили новые институты Сирии после падения авторитарного режима Асада».
Хотя Греция и Кипр настойчиво блокируют снятие санкций с Сирии на общих заседаниях ЕС, дипломатические отношения двух стран продолжают налаживаться.

## Население
В 1923 году после катастрофы в Смирне произошёл обмен населением. Более 17000 обедневших греков прибыли в Сирию для временного или постоянного проживания.
Сегодня в Сирии есть община из 4500 жителей, которые являются греками, большинство из которых являются гражданами Сирии.
Во время гражданской войны в Сирии тысячи сирийских беженцев отправились в Грецию и Европу, чтобы спастись от войны в своей стране.